# قرار مجلس الأمن التابع للأمم المتحدة رقم 369
قرار مجلس الأمن الدولي رقم 369، أعلن في 28 أيار/مايو، 1975، معربا عن حالة التوتر السائدة في منطقة الشرق الأوسط ومؤكدا أن الاتفاقيتين السابقتين على فك ارتباط القوات ليست سوى خطوة نحو تنفيذ للقرار رقم 338.